# الرجال البيض الأغبياء

## الرجال البيض الأغبياء
الرجال البيض الأغبياء... واعتذارات أخرى لدولة ألأمة! هو كتاب للمخرج الأمريكي مايكل مور نشرعام 2001. اعتقد الناشرون أن جمهور القراءة الأمريكيين سيرفضون الكتاب بعد أحداث 11 سبتمبر، ولكنه حل قائمة نيويورك تايمز لأكثر الكتب مبيعا للغلاف الفني الواقعي لمدة خمسين أسبوعًا متتاليًا (وأخذ المرتبة الأولى لمدة ثمانية أسابيع) ووزع على ثلاثة وخمسين مطبعة. وقد عرف أيضا بعنوانه المختصر القصير، الرجال البيض الأغبياء.
ينتقد الكتاب بشدة سياسات الحكومة الفيدرالية للولايات المتحدة الأخيرة بشكل عام، وخاصة سياسات كلينتون والإدارات الناشئة لجورج دبليو بوش. وقد نشر ت «صلاة لابتلاء المستريح» لمور اولًا في هذا الكتاب.
معيقات النشر
أكمل مور الرجال البيض الأغبياء قبل وقت قصير من أحداث 11 سبتمبر  ، 2001 فرفض ناشره، هاربر كولنز، في البداية إصدار الكتاب، خوفًا من الدعاية السيئة في أعقاب الهجمات (على الرغم من الطباعة المسبقة للأكثر من خمسين ألف نسخة).
أراد هاربر كولنز من مور أن يقوم بإعادة كتابة نصف الكتاب.و طلب منه أن يخفف حدة الانتقادات لجورج دبليو بوش، الذي أنتخب لتوه رئيسًا. وأرادوا  أيضا تغيير العنوان ليصبح مايكل مورالأمريكي وإزالة الفصول المعنونة "kill whity" (الذي ينتقد ما يعتبره مور جوانب سلبية للثقافة الأمريكية البيضاء)، وفصل «عزيزي جورج» (و هي رسالة سلبية مفتوحة إلى جورج بوش)، وفصل «انقلاب أمريكي للغاية» (الذي يناقش الانتخابات في فلوريدا ويتهم الحملة الانتخابية الدعائية لبوش بالفوز عن طريق تزوير الانتخابات). وعلاوة على ذلك، فقد طلب  من مور شخصيًا أن يدفع مئة ألف دولار وهي تكاليف طباعة الكتاب المنقح.وإذا لم يمتثل للمطلوب، فإن دار النشر ستتخلى عن المشروع وسيتتلف كل النسخ التي سبق  طباعتها.و أشار مور في كتابه إلى أن روبرت مردوخ وهو مالك نيوز كوربوريشن، وهاربر كولنزهما من «أصدرا» هذا القرار.
في الأول من كانون الأول، قدم مور عرضا  تقديميا في نيو برونزويك (نيو جيرسي). أخبر فيه الحضور عن نضاله من أجل نشر كتابه وأن النسخ الوحيدة الموجودة كانت على وشك التعرض لإعادة التدوير وربما تعود تحت عناوين أخرى مثل رش ليمبو أو بيل أورايلي. قرأ مور الفصول الأولى من كتابه إلى الجمهور ومنهم آن سبارانيز وهي أمينة مكتبة من  إنغلوود (نيو جيرسي) كانت متواجدة في ذلك اليوم.أرسلت آن سبارانيز رسالةً إلى عدة قوائم بريد الكتروني مختلفة بما في ذلك الطاولة المستديرة للمسؤوليات الاجتماعية (إس آر آر تي) ولايبراري جوس، موضحة مأزق مور. وقالت فيها «لم تكن معركته مجرد صراع بين رجل واحد ودار النشر، بل كانت معركة للحفاظ على حرية  التعبير ووقف الرقابة». لم يكن مور على علم بذلك حتى تلقى مكامة هاتفية غاضبة من هاربر كولنز بعد يومين من قراءة الرسالة.
وعلى الرغم من تنبؤات هاربر كولنز- وعلى الرغم مما قاله مور«عن ترويجهم المحدود عمدًا للكتاب» أصبح الكتاب مشهورًا جدًا، وأصبح الكتاب الواقعي الأكثر_ مبيعا  لعام 2002 في مكتبات رئيسة لبيع الكتب مثل بارنز آند نوبل وأمازون.كوم. كما أصبح العنوان الأكثر_ مبيعا في موطنه الأصلي الولايات المتحدة وبلدان أخرى من بينها ألمانيا وأيرلندا والمملكة المتحدة (حيث أصبح الكتاب الأكثر مبيعًا رقم واحد على موقع أمازون . كوم البريطاني حتى قبل اقتراح الطباعة البريطانية).
1. ↑  مُعرِّف المكتبة المفتوحة (OLID): OL1806446W.

تعرض هذا الكتاب إلى جانب أعمال أخرى لمور في وقت لاحق إلى النقد في كتاب آخر عنوانه مايكل مور رجل أبيض غبي سمين كبير، والذي نشرته دار هاربر كولنز.
المراجع
مراجع أخرى